# 53 (liczba)
53 (pięćdziesiąt trzy) – liczba naturalna następująca po 52 i poprzedzająca 54.

## 53 w nauce
- liczba atomowa jodu
- obiekt na niebie Messier 53
- galaktyka NGC 53
- planetoida (53) Kalypso

## 53 w kalendarzu
53. dniem w roku jest 22 lutego. Zobacz też co wydarzyło się w 53 roku n.e.